# فیلیپ ورنه
فیلیپ ورنه (فرانسوی: Philippe Vernet‎؛ زادهٔ ۱۹ مهٔ ۱۹۶۱) دوچرخه‌سوار اهل فرانسه است.